# Dufgusson
Los Dufgusson eran cuatro hermanos que tuvieron cierto protagonismo durante la guerra civil de la Islandia medieval, el periodo de la Mancomunidad Islandesa conocido como Sturlungaöld. Eran hijos del bóndi Dúfgús Þorleifsson, de Sauðafelli í Dölum, Dalasýsla. Sus nombres eran Svarthöfði, Kolbeinn grön, Björn drumbur y Björn kægill (o Kægil-Björn). Los hermanos estaban convencidos de que la fuerza y el poder de los grandes guerreros estaban en manos de los Sturlungar, así que sirvieron primero a Sturla Sighvatsson y tras su muerte, siguieron a su hermano Þórður kakali Sighvatsson.
- Kægil-Björn murió luchando contra Kolbeinn ungi Arnórsson en Kroksfjördur, el 18 de abril de 1244.[3]

- Björn drumbur (m. 1289) estuvo presente en los acontecimientos de Flugumýrarbrenna en 1253, pero decidió regresar a casa y no quiso perseguir a Gissur Þorvaldsson; fue acusado de ser demasiado tranquilo frente a los acontecimientos. Sobrevivió a todos sus hermanos.[4]

- Kolbeinn grön permaneció en Flugumýr para asistir a su tía Ingibjörg Sturludóttir salvándola de las llamas. Gissur Þorvaldsson le mató más tarde en Espihóll, Eyjafjörður en 1254.[5][6]

- Svarthöfði (1235 - 1255) casó con Herdís, una hija de Oddur Álason, en 1240 y tenía su hacienda en Hrafnseyri.[7][8] Se enfrentó a Hrafn Oddsson en la batalla de Þverárfundur (1255) y fue herido. Después de la batalla, Þorgils skarði Böðvarsson le atendió sus heridas, entre ellas un severo corte en la cara, Svarthöfði pidió clemencia con bastante énfasis y Þorgils le dio la paz sin acritud.[9] También aparece citado en Saga Þórðar hreðu.[10][11]

Dúfgús es un nombre origen gaélico que significa «cabello oscuro» (dubh = negro, oscuro; / gaoisid = cabello, crin de caballo); como se cita el nombre completo Svarthöfði Dufgusson, se interpreta que los islandeses conocían bien el significado de la palabra.